# Volvo 164

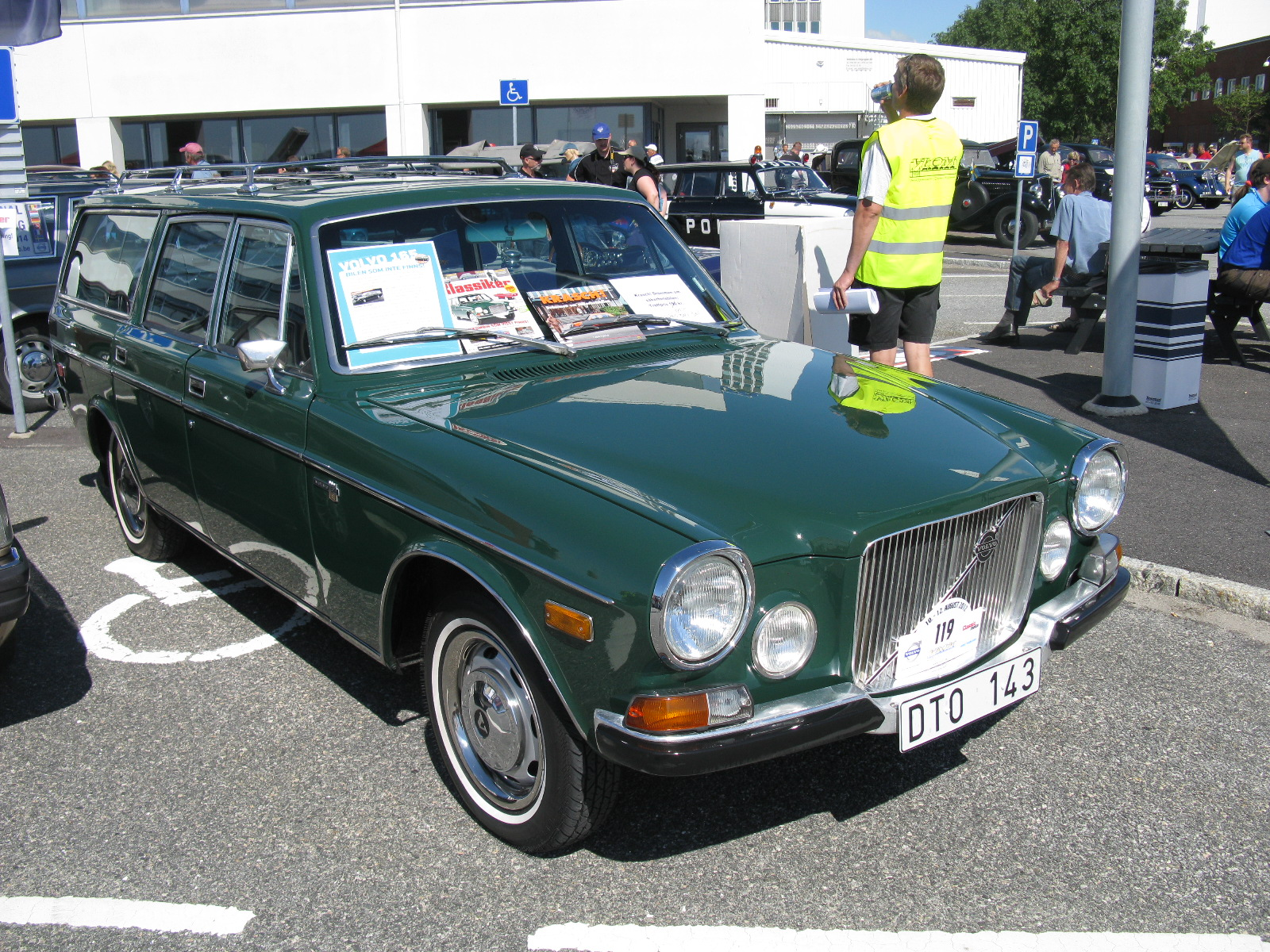
Någon kombimodell, som då skulle ha hetat Volvo 165, producerades inte av Volvo själva. Men enstaka exemplar togs fram av fristående karosseritillverkare. Här är ett av de exemplar som trots allt byggdes

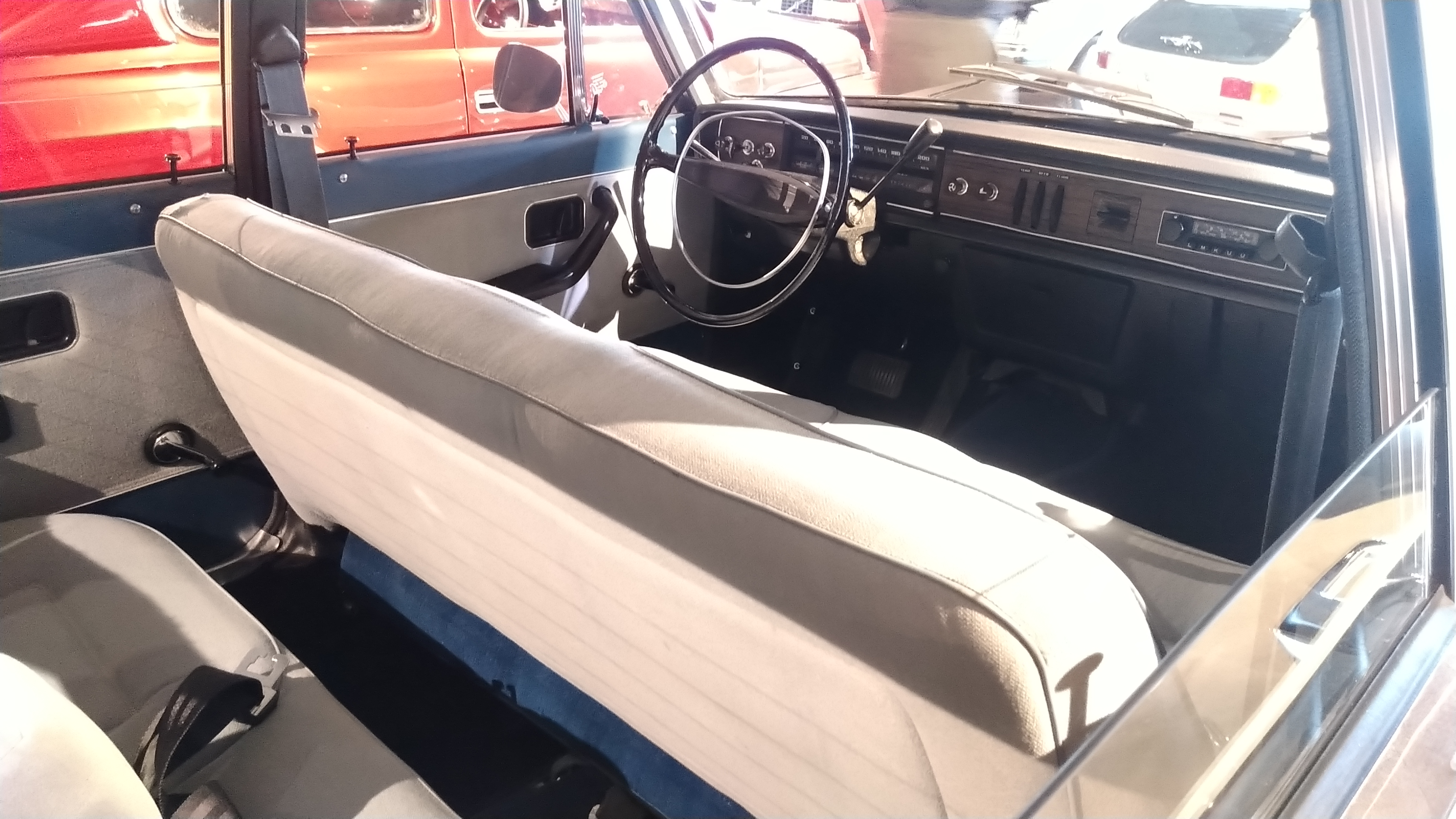
Volvo 164

Volvo 164 är en svensk personbil tillverkad av Volvo åren 1969-1975. Volvo 164 introducerades 1968 och var en lyxigare variant på 140-serien. Den utmärker sig genom en starkare 6-cylindrig motor (B30), annan front, längre hjulbas samt lyxigare inredning. Motorn fanns i såväl förgasar- som insprutningsutförande. Sista årsmodellen, 1975, såldes enbart i USA och Japan, eftersom den på övriga marknader hade ersatts av den nya 264-modellen.
Volvo 164 var den första Volvo-bilen i lyxbilsklassen på många år när den introducerades och var en föregångare till dagens Volvobilar i premiumklassen. Den fick en naturlig efterföljare i 260-serien. Till skillnad från 140-serien fanns Volvo 164 endast i en fyradörrars sedanversion. Volvo 164 tillverkades till och med 1975, ett år efter introduktionen av Volvo 260. Bilmodellen tillverkades i 153 179 exemplar. Någon kombimodell, som då skulle ha hetat Volvo 165, producerades inte av Volvo själva. men enstaka exemplar togs fram av fristående karosseritillverkare. Bland annat sattes en 165 ihop vid monteringsfabriken i Australien genom att man använde delar från 164 och 145. En tvådörrars prototyp (Volvo 162C) byggdes som förstudium till Volvo 262C.

## Historia

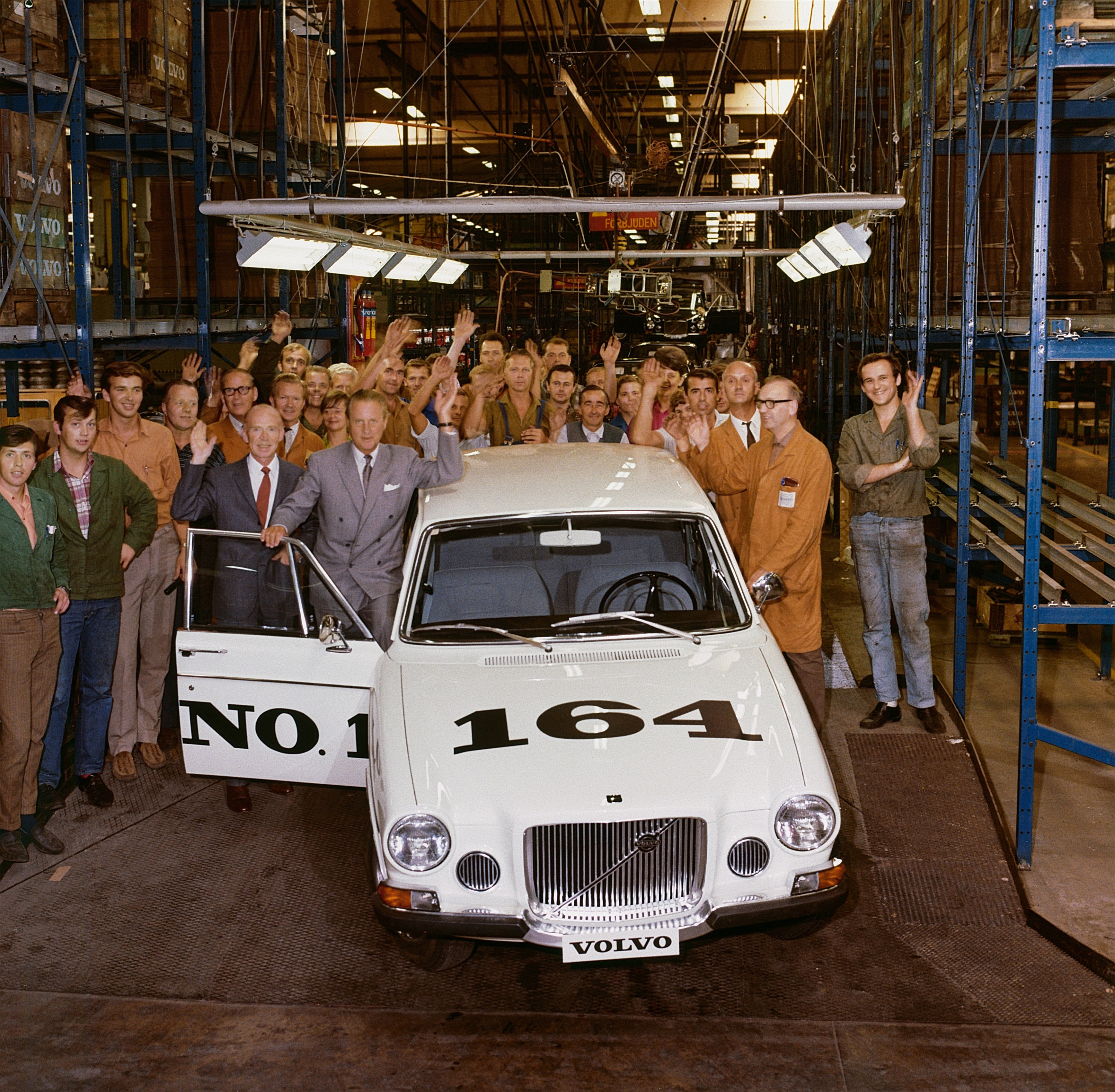
Den första Volvo 164.

Utvecklingen av 164 påbörjades redan i slutet av 1950-talet, då man planerade att ta fram en större modell än Amazon, som då var den största Volvon. Modellen var planerad att få en V8, men den tänkta modellen kom inte längre än till prototypstadiet.
Eftersom samtliga modeller som Volvo tillverkade började falla för åldersstrecket blev det i stället högsta prioritet att ta fram en ersättare till Amazon. Det resulterade i 140-serien, och för att spara utvecklingskostnader fick även lyxmodellen 164 baseras på denna konstruktion. För att markera skillnaden fick 164 en annan formgivning av fronten så att man kunde se skillnad på dem. Framdelen av bilen var också 20 cm längre än 144, och detta gav plats för en sexcylindrig radmotor, som var helt baserad på den nya B20 som ersatte B18. 
Utrustningsnivån i 164 var högre än i 140-serien, med bland annat skinnklädsel. Taklucka och automatväxellåda (BW-35) fanns som tillval.

## Årsmodell 1975
När den nya 240-serien ersatte 140-modellerna 1975 försvann även 164 och ersattes av 264. För den amerikanska marknaden fortsatte 164 att tillverkas även 1975. Det berodde på att de nya motorerna B21 och B27 ännu inte hade blivit avgasreningsgodkända i USA. I 240-bilarna kunde man använda den gamla B20-motorn, men 164:ans B30 passade inte i den nya karossen, så därför fick 164 finnas kvar ytterligare en årsmodell med vissa modifieringar hämtade från 264. Skillnaden mellan en 164 och en 264 av 1975 års modell är framför allt frampartiet som är längre på 164 och att den har en radmotor medan 264 har en V6:a. Även framvagnen skiljer sig åt.
Bakvagnen i denna årsmodell är hämtad från 264 och handbromsen har fått samma placering mellan framstolarna som i 240/260. Även stolarna och bakljusen kommer från 264. Några modifieringar som gjordes redan på 1974 års modell var de kraftigare stötfångarna och att bensintankens placering ändrades. Dessa ändringar för att förbättra säkerheten togs fram för 240-serien, men infördes i 1974 års modeller redan på 140-serien och 164 för att möta amerikanska lagkrav. 

## Tekniska data
Motor: typ B30, rak sexcylindrig toppventilsmotor
- Cylindervolym:	2 978 cm3
- Borr x slag:	88,9x80 mm
- Effekt (SAE):	145 hk/vid 5500 r/m (B30A), 175 hk vid 5800 r/m (B30E)

Växellåda:
- 4-växlad manuell (M400), helsynkroniserad. Överväxel (M410) mot pristillägg
- 3-stegs automat (BW-35) mot pristillägg. Denna automatväxellåda är ovanligt energikrävande, skillnaden i prestanda/bränsleförbrukning mot bilarna med manuell växellåda är avsevärd.

### Varianter
- 164 S: augusti 1968 – juli 1969. 164:n introducerades som 1969 års modell. Till skillnad från den enklare 140-serien har vagnen sexcylindrig motor med dubbla förgasare, kraftigare växellåda från tyska ZF, 10 cm längre hjulbas, ny front med dubbla kromade dekorationsgaller, kromade dekorlister runt hjulhus och längs trösklarna samt träimitation på instrumentbrädan. Produktionen uppgick till 12 199 st.
- 164 T: augusti 1969 – juli 1970. Dekorationsgallren i fronten ersattes med dubbla dimljus, förbättrad kupéventilation, läderklädsel, nackskydd och varningsblinkers blev standard. Produktionen uppgick till 20 200 st.
- 164 U: augusti 1970 – juli 1971. Hjulbasen utökades med 2 cm, nya, bredare fälgar, servostyrning och klocka blev standard. Produktionen uppgick till 20 390 st.
- 164 W: augusti 1971 – juli 1972. B30E-motor med elektronisk bränsleinsprutning av typen Bosch D-Jetronic tillkom som alternativ till förgasarmotorn, ventilerade skivbromsar fram, infällda dörrhandtag samt modifierad instrumentbräda. Produktionen uppgick till 21 660 st.
- 164 Y: augusti 1972 – juli 1973. Ny, lägre kylargrill, nya stötfångare, nya baklyktor, sidokrockskydd i dörrarna samt ny instrumentbräda. Produktionen uppgick till 28 500 st.
- 164 A: augusti 1973 – juli 1974. Nya, stötupptagande stötfångare, omkonstruerat bakparti, där bland annat bensintanken flyttades till en mer skyddad placering, ventilationsrutorna i framdörrarna försvann och taklucka blev standard på svensksålda vagnar. Det var sista året för B30A- och B30E-motorerna. Produktionen uppgick till 29 617 st.
- 164 B: augusti 1974 – september 1975. Sista modellåret infördes inredning, baklyktor och emblem-typsnitt från 260-serien. Vagnen såldes inte i Sverige, där den ersatts av 264:n. Motorn var en B30F och var försedd med både insprutning och katalysator. Automatlåda var standard men manuell med överväxel fanns som tillval (utan extra kostnad). Produktionen uppgick till 20 613 st. Total produktion Volvo 164: 153 179 st

### Prestanda
- Volvo 164 aut. 130hk/DIN. Acc 0–100 km/h 14,5 sek, 0–160 km/h 51,6 sek. Toppfart 170 km/h.[2]
- Volvo 164E aut. 160hk/DIN. Acc 0–100 km/h 11,9 sek, 0–160 km/h i.u. Toppfart 188 km/h.[3]
- Volvo 164E man. 160hk/DIN. Acc 0–100 km/h 8,7 sek, 0–160 km/h 24,4sek. Toppfart 193,5 km/h.[4]